# Tauranga
Tauranga è la maggiore città della regione della Baia dell'Abbondanza, nell'Isola del Nord della Nuova Zelanda. Si tratta della nona più grande città della nazione; essa si trova 100 km a est di Hamilton e 85 chilometri a nord di Rotorua.
Nel 1989, quando venne riorganizzato l'apparato delle amministrazioni locali neozelandesi, Tauranga venne inclusa nel Distretto di Western Bay of Plenty, ma nel 2004 essa ne venne separata per creare una nuova autorità territoriale autonoma (Tauranga City Council).
Tauranga si trova all'imboccatura di un grande porto naturale che si affaccia sulla costa occidentale della baia dell'Abbondanza. Il nome della città deriva da una parola māori che si può tradurre come "porto sicuro".

## Popolazione
Tauranga è la città col maggior incremento demografico della Nuova Zelanda. Nel 2006 nell'area metropolitana della città abitavano 107.000 persone, il quadruplo di quelle che vi risiedevano poco più di 30 anni fa. Il forte sviluppo demografico è dovuto principalmente alla posizione geografica della città: essa gode infatti di un clima caldo e secco, il che attira molte persone che vi si stabiliscono dopo la pensione e molti turisti durante i mesi estivi.

## Economia
L'economia locale si basa sul turismo (le spiagge di Tauranga sono molto popolari fra gli amanti del surf) e sulla produzione agricola, in particolare di mapo e kiwi. Il porto della città è molto trafficato, sia dal punto di vista turistico che commerciale.
Nonostante la tumultuosa crescita, Tauranga non ha però avuto un pari sviluppo economico: il PIL della città è paragonabile a quello di centri che hanno meno della metà dei suoi abitanti.